# چستر (شهرستان اورنج، نیویورک)
چستر (به انگلیسی: Chester) یک منطقهٔ مسکونی در ایالات متحده آمریکا است که در نیویورک واقع شده‌است. چستر ۶۵٫۲۷ کیلومتر مربع مساحت و ۱۱٬۹۸۱ نفر جمعیت دارد.